# Ołeksandr Łaszyn
Ołeksandr Łaszyn, ukr. Лашин Олександр (ur. 2 marca 1982 w Mariupolu) – ukraiński sztangista i strongman.
Mistrz Ukrainy Strongman w 2008 r.

## Życiorys
Ołeksandr Łaszyn wziął udział w Drużynowych Mistrzostwach Świata Par Strongman 2007, jednak nie zakwalifikował się do finału.
Wymiary:
- wzrost 192 cm
- waga 160 kg
- biceps 50 cm
- klatka piersiowa 145 cm
- udo 80 cm

## Osiągnięcia strongman
- 2007
  - 10. miejsce - Mistrzostwa Ukrainy Strongman
- 2008
  - 1. miejsce - Mistrzostwa Ukrainy Strongman
  - 8. miejsce - Liga Mistrzów Strongman 2008: Sofia
  - 10. miejsce - Liga Mistrzów Strongman 2008: Wilno
  - 3. miejsce - Drużynowe Mistrzostwa Świata Strongman 2008
  - 3. miejsce - Liga Mistrzów Strongman 2008: Mamaia
  - 2. miejsce - Mistrzostwa Świata w Wyciskaniu Belki
- 2009
  - 2. miejsce - Mistrzostwa Ukrainy Strongman
  - 10. miejsce - Liga Mistrzów Strongman 2009: Bratysława